# Lubomír Neoral
Lubomír Neoral (31. října 1927 Olomouc – 25. března 2000 Olomouc) byl český kardiolog a soudní lékař, v letech 1990 až 1994 děkan Lékařské fakulty Univerzity Palackého (LF UP). 
V roce 1946 složil maturitní zkoušku na Slovanském gymnáziu. Za komunistického režimu byl perzekvován a bylo mu bráněno rozvíjet se ve své vědecké kariéře. V důsledku nepřátelství vůči režimu byl také zbaven funkce zástupce přednosty Katedry Patologie. Po sametové revoluci byl jednohlasně zvolen děkanem Lékařské fakulty Univerzity Palackého. Funkce se ujal v lednu 1990, když nahradil Jiřího Pohanku. Ve funkci rektora skončil v roce 1994, kdy se jeho nástupkyní stala Jana Mačáková.
Během své kariéry působil také jako přednosta Ústavu soudního lékařství a medicínského práva, a předseda České lékařské společnosti. Byl členem vědeckých rad LF UP a PF UP. Projevil se mj. když se na začátku 90. let zasazoval o vznik Právnické fakulty Univerzity Palackého. Za svou kariéru zveřejnil téměř 150 odborných prací. Působil také jako činovník spolku Sokol.
Zemřel v březnu 2000 v Olomouci ve věku 72 let. Jeho synem je chirurg Čestmír Neoral.